# Oenopota casentina
Oenopota casentina é uma espécie de gastrópode do gênero Oenopota, pertencente a família Mangeliidae.